# Metropolregion Gainesville (Florida)
Die Metropolregion Gainesville (engl.: Gainesville metropolitan area) ist eine Metropolregion im Zentrum des US-Bundesstaates Florida. Sie stellt eine durch das Office of Management and Budget definierte Metropolitan Statistical Area (MSA) dar und umfasst die Countys Alachua und Gilchrist. Den Mittelpunkt des Verdichtungsgebietes stellt die Stadt Gainesville dar.
Zum Zeitpunkt der Volkszählung von 2020 hatte das Gebiet 339.247 Einwohner.